# Rekordy świata w lekkoatletyce

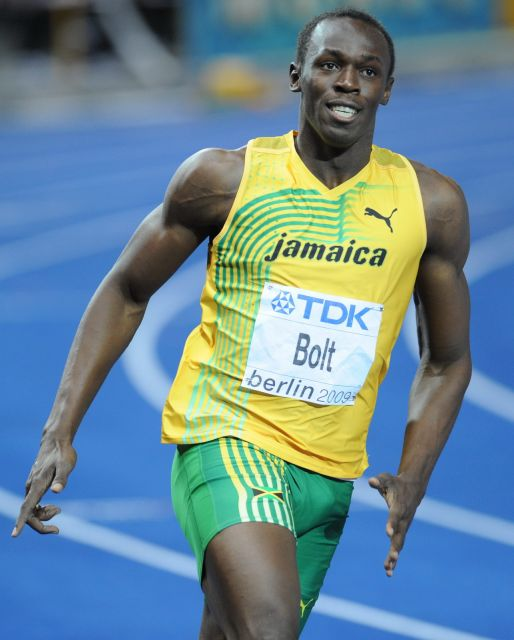
Usain Bolt po pobiciu rekordu świata na 100 metrów w 2009 roku.

Rekordy świata w lekkoatletyce – najlepsze rezultaty uzyskane w historii lekkoatletyki i oficjalnie zatwierdzone przez World Athletics.

## Konkurencje olimpijskie

### Mężczyźni
| Konkurencja                        | Rezultat  | Zawodnik                                                                            | Data                     | Zawody                                 | Miejsce        | Źródło |
| ---------------------------------- | --------- | ----------------------------------------------------------------------------------- | ------------------------ | -------------------------------------- | -------------- | ------ |
| Bieg na 100 metrów                 | 9,58      | Usain Bolt                                                                          | 16 sierpnia 2009(dts)    | Mistrzostwa świata                     | Berlin         | [ 1 ]  |
| Bieg na 200 metrów                 | 19,19     | Usain Bolt                                                                          | 20 sierpnia 2009(dts)    | Mistrzostwa świata                     | Berlin         | [ 2 ]  |
| Bieg na 400 metrów                 | 43,03     | Wayde van Niekerk                                                                   | 14 sierpnia 2016(dts)    | Igrzyska olimpijskie                   | Rio de Janeiro | [ 3 ]  |
| Bieg na 800 metrów                 | 1:40,91   | David Rudisha                                                                       | 9 sierpnia 2012(dts)     | Igrzyska olimpijskie                   | Londyn         | [ 4 ]  |
| Bieg na 1500 metrów                | 3:26,00   | Hicham El Guerrouj                                                                  | 14 lipca 1998(dts)       | Golden Gala                            | Rzym           | [ 5 ]  |
| Bieg na 5000 metrów                | 12:35,36  | Joshua Cheptegei                                                                    | 14 sierpnia 2020(dts)    | Herculis                               | Monako         | [ 6 ]  |
| Bieg na 10 000 metrów              | 26:11,00  | Joshua Cheptegei                                                                    | 7 października 2020(dts) | NN Valencia World Record Day           | Walencja       | [ 6 ]  |
| Maraton                            | 2:00:35   | Kelvin Kiptum                                                                       | 8 października 2023(dts) | Maraton w Chicago                      | Chicago        | [ 7 ]  |
| Bieg na 110 metrów przez płotki    | 12,80     | Aries Merritt                                                                       | 7 września 2012(dts)     | Memorial Van Damme                     | Bruksela       | [ 8 ]  |
| Bieg na 400 metrów przez płotki    | 45,94     | Karsten Warholm                                                                     | 3 sierpnia 2021(dts)     | Igrzyska olimpijskie                   | Tokio          | [ 9 ]  |
| Bieg na 3000 metrów z przeszkodami | 7:52,11   | Lamecha Girma                                                                       | 9 czerwca 2023(dts)      | Meeting de Paris                       | Paryż          | [ 10 ] |
| Sztafeta 4 × 100 metrów            | 36,84     | Jamajka · Nesta Carter · Michael Frater · Yohan Blake · Usain Bolt                  | 11 sierpnia 2012(dts)    | Igrzyska olimpijskie                   | Londyn         | [ 11 ] |
| Sztafeta 4 × 400 metrów            | 2:54,29   | Stany Zjednoczone · Andrew Valmon · Quincy Watts · Butch Reynolds · Michael Johnson | 22 sierpnia 1993(dts)    | Mistrzostwa świata                     | Stuttgart      | [ 12 ] |
| Chód na 20 kilometrów              | 1:16:10   | Toshikazu Yamanishi                                                                 | 16 lutego 2025(dts)      | Mistrzostwa Japonii w chodzie na 20 km | Kobe           | [ 13 ] |
| Chód na 50 kilometrów              | 3:32:33   | Yohann Diniz                                                                        | 15 sierpnia 2014(dts)    | Mistrzostwa Europy                     | Zurych         |        |
| Skok wzwyż                         | 2,45      | Javier Sotomayor                                                                    | 27 lipca 1993(dts)       |                                        | Salamanka      | [ 14 ] |
| Skok o tyczce                      | 6,29      | Armand Duplantis                                                                    | 12 sierpnia 2025(dts)    | Memoriał Istvána Gyulaiego             | Budapeszt      |        |
| Skok w dal                         | 8,95      | Mike Powell                                                                         | 30 sierpnia 1991(dts)    | Mistrzostwa świata                     | Tokio          | [ 15 ] |
| Trójskok                           | 18,29     | Jonathan Edwards                                                                    | 7 sierpnia 1995(dts)     | Mistrzostwa świata                     | Göteborg       | [ 16 ] |
| Pchnięcie kulą                     | 23,56     | Ryan Crouser                                                                        | 27 maja 2023(dts)        |                                        | Los Angeles    |        |
| Rzut dyskiem                       | 75,56     | Mykolas Alekna                                                                      | 13 kwietnia 2025(dts)    | Oklahoma Throws Series                 | Ramona         |        |
| Rzut młotem                        | 86,74     | Jurij Siedych                                                                       | 30 sierpnia 1986(dts)    | Mistrzostwa Europy                     | Stuttgart      | [ 17 ] |
| Rzut oszczepem                     | 98,48     | Jan Železný                                                                         | 25 maja 1996(dts)        | Mityng EAA                             | Jena           | [ 18 ] |
| Dziesięciobój                      | 9126 pkt. | Kévin Mayer                                                                         | 16 września 2018(dts)    | Decastar                               | Talence        | [ 19 ] |

### Kobiety
| Konkurencja                        | Rezultat   | Zawodniczka                                                                            | Data                      | Zawody                                       | Miejsce        | Źródło        |
| ---------------------------------- | ---------- | -------------------------------------------------------------------------------------- | ------------------------- | -------------------------------------------- | -------------- | ------------- |
| Bieg na 100 metrów                 | 10,49      | Florence Griffith-Joyner                                                               | 16 lipca 1988(dts)        | Krajowe kwalifikacje do igrzysk olimpijskich | Indianapolis   | [ 20 ]        |
| Bieg na 200 metrów                 | 21,34      | Florence Griffith-Joyner                                                               | 29 września 1988(dts)     | Igrzyska olimpijskie                         | Seul           | [ 21 ]        |
| Bieg na 400 metrów                 | 47,60      | Marita Koch                                                                            | 6 października 1985(dts)  | Puchar świata                                | Canberra       | [ 22 ] [ 23 ] |
| Bieg na 800 metrów                 | 1:53,28    | Jarmila Kratochvílová                                                                  | 26 lipca 1983(dts)        |                                              | Monachium      | [ 24 ]        |
| Bieg na 1500 metrów                | 3:48,68    | Faith Kipyegon                                                                         | 5 lipca 2025(dts)         | Prefontaine Classic                          | Eugene         |               |
| Bieg na 5000 metrów                | 13:58,06   | Beatrice Chebet                                                                        | 5 lipca 2025(dts)         | Prefontaine Classic                          | Eugene         |               |
| Bieg na 10 000 metrów              | 28:54,14   | Beatrice Chebet                                                                        | 25 maja 2024(dts)         | Prefontaine Classic                          | Eugene         | [ 25 ]        |
| Maraton                            | 2:09:56 Mx | Ruth Chepngetich                                                                       | 13 października 2024(dts) | Maraton w Chicago                            | Chicago        | [ 26 ]        |
| Maraton                            | 2:15:50 Wo | Tigst Assefa                                                                           | 27 kwietnia 2025(dts)     | Maraton w Londynie                           | Londyn         |               |
| Bieg na 100 metrów przez płotki    | 12,12      | Tobi Amusan                                                                            | 24 lipca 2022(dts)        | Mistrzostwa świata                           | Eugene         |               |
| Bieg na 400 metrów przez płotki    | 50,37      | Sydney McLaughlin                                                                      | 8 sierpnia 2024(dts)      | Igrzyska olimpijskie                         | Paryż          | [ 27 ]        |
| Bieg na 3000 metrów z przeszkodami | 8:44,32    | Beatrice Chepkoech                                                                     | 20 lipca 2018(dts)        | Herculis                                     | Monako         | [ 28 ]        |
| Sztafeta 4 × 100 metrów            | 40,82      | Stany Zjednoczone · Tianna Madison · Allyson Felix · Bianca Knight · Carmelita Jeter   | 10 sierpnia 2012(dts)     | Igrzyska olimpijskie                         | Londyn         | [ 29 ] [ 23 ] |
| Sztafeta 4 × 400 metrów            | 3:15,17    | Związek Radziecki · Tatjana Ledowska · Olga Nazarowa · Marija Pinigina · Olha Bryzhina | 1 października 1988(dts)  | Igrzyska olimpijskie                         | Seul           | [ 30 ]        |
| Chód na 20 kilometrów              | 1:23:49    | Yang Jiayu                                                                             | 20 marca 2021(dts)        | Mistrzostwa Chin w chodzie                   | Huangshan      | [ 31 ]        |
| Chód na 50 kilometrów              | 3:59:15    | Liu Hong                                                                               | 9 marca 2019(dts)         |                                              | Huangshan      | [ 32 ]        |
| Skok wzwyż                         | 2,10       | Jarosława Mahuczich                                                                    | 7 lipca 2024(dts)         | Meeting de Paris                             | Paryż          |               |
| Skok o tyczce                      | 5,06       | Jelena Isinbajewa                                                                      | 28 sierpnia 2009(dts)     | Weltklasse Zürich                            | Zurych         | [ 33 ]        |
| Skok w dal                         | 7,52       | Galina Czistiakowa                                                                     | 11 czerwca 1988(dts)      |                                              | Leningrad      | [ 34 ]        |
| Trójskok                           | 15,74      | Yulimar Rojas                                                                          | 20 marca 2022(dts)        | Halowe mistrzostwa świata                    | Belgrad        |               |
| Pchnięcie kulą                     | 22,63      | Natalja Lisowska                                                                       | 7 czerwca 1987(dts)       |                                              | Moskwa         | [ 35 ]        |
| Rzut dyskiem                       | 76,80      | Gabriele Reinsch                                                                       | 9 lipca 1988(dts)         |                                              | Neubrandenburg | [ 36 ]        |
| Rzut młotem                        | 82,98      | Anita Włodarczyk                                                                       | 28 sierpnia 2016(dts)     | Memoriał Kamili Skolimowskiej                | Warszawa       | [ 37 ]        |
| Rzut oszczepem                     | 72,28      | Barbora Špotáková                                                                      | 13 września 2008(dts)     | Światowy finał lekkoatletyczny IAAF          | Stuttgart      | [ 38 ]        |
| Siedmiobój                         | 7291 pkt.  | Jackie Joyner-Kersee                                                                   | 24 września 1988(dts)     | Igrzyska olimpijskie                         | Seul           | [ 39 ]        |

### Mieszane
| Konkurencja             | Rezultat | Zawodnicy                                                                          | Data                 | Zawody               | Miejsce | Źródło |
| ----------------------- | -------- | ---------------------------------------------------------------------------------- | -------------------- | -------------------- | ------- | ------ |
| Sztafeta 4 × 400 metrów | 3:07,41  | Stany Zjednoczone · Vernon Norwood · Shamier Little · Bryce Deadmon · Kaylyn Brown | 2 sierpnia 2024(dts) | Igrzyska Olimpijskie | Paryż   | [ 40 ] |

## Inne konkurencje
Konkurencje wymienione w tabelach poniżej nie są rozgrywane na najważniejszych zawodach lekkoatletycznych.

### Mężczyźni
| konkurencja                             | wynik      | zawodnik                                                                                   | państwo                             | data                | miejsce          |
| --------------------------------------- | ---------- | ------------------------------------------------------------------------------------------ | ----------------------------------- | ------------------- | ---------------- |
| 100 jardów                              | 9,07       | Asafa Powell                                                                               | Jamajka                             | 27 maja 2010        | Ostrawa          |
| 150 m                                   | 14,97      | Linford Christie                                                                           | Wielka Brytania                     | 4 września 1994     | Sheffield        |
| 300 m                                   | 30,69      | Letsile Tebogo                                                                             | Botswana                            | 17 lutego 2024      | Pretoria         |
| 500 m                                   | 1:00,08    | Donato Sabia                                                                               | Włochy                              | 26 maja 1984        | Busto Arsizio    |
| 600 m                                   | 1:12,81    | Johnny Gray                                                                                | Stany Zjednoczone                   | 24 maja 1986        | Santa Monica     |
| 1000 m                                  | 2:11,96    | Noah Ngeny                                                                                 | Kenia                               | 5 września 1999     | Rieti            |
| 1 mila                                  | 3:43,13    | Hicham El Guerrouj                                                                         | Maroko                              | 7 lipca 1999        | Rzym             |
| 1 mila (bieg uliczny)                   | 3:51,3h    | Elliot Giles                                                                               | Wielka Brytania                     | 1 września 2024     | Düsseldorf       |
| 2000 m                                  | 4:43,13    | Jakob Ingebrigtsen                                                                         | Norwegia                            | 8 września 2023     | Bruksela         |
| 3000 m                                  | 7:17,55    | Jakob Ingebrigtsen                                                                         | Norwegia                            | 25 sierpnia 2024    | Chorzów          |
| 2 mile                                  | 7:54,10    | Jakob Ingebrigtsen                                                                         | Norwegia                            | 10 czerwca 2023     | Paryż            |
| 5 km                                    | 12:49      | Berihu Aregawi                                                                             | Etiopia                             | 31 grudnia 2021     | Barcelona        |
| 10 km                                   | 26:24      | Rhonex Kipruto                                                                             | Kenia                               | 12 stycznia 2020    | Walencja         |
| 15 000 m                                | 41:51,64   | Sabastian Sawe                                                                             | Kenia                               | 1 września 2022     | Bruksela         |
| 15 km                                   | 41:05      | Joshua Cheptegei                                                                           | Uganda                              | 18 listopada 2018   | Nijmegen         |
| 15 km                                   | 41:05      | Jacob Kiplimo                                                                              | Uganda                              | 19 listopada 2023   | Nijmegen         |
| 10 mil                                  | 44:04      | Benard Kibet                                                                               | Kenia                               | 4 grudnia 2022      | Kōsa             |
| 20 000 m                                | 56:20,02   | Bashir Abdi                                                                                | Belgia                              | 4 września 2020     | Bruksela         |
| 20 km                                   | 55:21      | Zersenay Tadese                                                                            | Erytrea                             | 21 marca 2010       | Lizbona          |
| półmaraton                              | 56:42      | Jacob Kiplimo                                                                              | Uganda                              | 16 lutego 2025      | Barcelona        |
| bieg godzinny                           | 21,330 km  | Mo Farah                                                                                   | Wielka Brytania                     | 4 września 2020     | Bruksela         |
| 25 000 m                                | 1:12:25,4h | Moses Mosop                                                                                | Kenia                               | 3 czerwca 2011      | Eugene           |
| 25 km                                   | 1:11:13    | Daniel Simiu Ebenyo                                                                        | Kenia                               | 17 grudnia 2023     | Kolkata          |
| 30 000 m                                | 1:26:47,4h | Moses Mosop                                                                                | Kenia                               | 3 czerwca 2011      | Eugene           |
| 30 km                                   | 1:27:13    | Eliud Kipchoge                                                                             | Kenia                               | 24 kwietnia 2016    | Londyn           |
| 30 km                                   | 1:27:13    | Stanley Kipleting Biwott                                                                   | Kenia                               | 24 kwietnia 2016    | Londyn           |
| 50 km                                   | 2:38:43    | CJ Albertson                                                                               | Stany Zjednoczone                   | 8 października 2022 | San Francisco    |
| 100 km                                  | 6:05:35    | Aleksandr Sorokin                                                                          | Litwa                               | 14 maja 2023        | Wilno            |
| bieg 24-godzinny                        | 319,614 km | Aleksandr Sorokin                                                                          | Litwa                               | 18 września 2022    | Werona           |
| bieg 48-godzinny                        | 485,099 km | Matthieu Bonne                                                                             | Belgia                              | 1 czerwca 2025      | Pabianice        |
| 300 m przez płotki                      | 32,67      | Karsten Warholm                                                                            | Norwegia                            | 12 czerwca 2025     | Oslo             |
| 2000 m z przeszkodami                   | 5:10,68    | Mahiedine Mekhissi-Benabbad                                                                | Francja                             | 30 czerwca 2010     | Reims            |
| chód na 3000 m                          | 10:47,08   | Lebogang Shange                                                                            | Południowa Afryka                   | 21 lipca 2018       | Londyn           |
| chód na 5000 m                          | 18:02,38   | Gabriel Bordier                                                                            | Francja                             | 10 czerwca 2025     | Montreuil        |
| chód na 5 km                            | 18:21      | Robert Korzeniowski                                                                        | Polska                              | 15 września 1990    | Bad Salzdetfurth |
| chód na 10 000 m                        | 37:23,99   | Gabriel Bordier                                                                            | Francja                             | 2 sierpnia 2025     | Talence          |
| chód na 10 km                           | 37:11      | Roman Rasskazow                                                                            | Rosja                               | 28 maja 2000        | Sarańsk          |
| chód na 20 000 m                        | 1:17:25,6h | Bernardo Segura                                                                            | Meksyk                              | 7 maja 1994         | Fana             |
| chód na 30 000 m                        | 2:01:44,1h | Maurizio Damilano                                                                          | Włochy                              | 3 października 1992 | Cuneo            |
| chód na 30 km                           | 2:05:06    | Nathan Deakes                                                                              | Australia                           | 27 sierpnia 2006    | Hobart           |
| chód na 35 km                           | 2:20:43    | Massimo Stano                                                                              | Włochy                              | 18 maja 2025        | Podiebrady       |
| chód na 50 000 m                        | 3:35:27,2h | Yohann Diniz                                                                               | Francja                             | 12 marca 2011       | Reims            |
| 4 × 200 m                               | 1:18,63    | Nickel Ashmeade Warren Weir Jermaine Brown Yohan Blake                                     | Jamajka                             | 24 maja 2014        | Nassau           |
| 4 × 800 m                               | 7:02,43    | Joseph Mutua William Yiampoy Ismael Kombich Wilfred Bungei                                 | Kenia                               | 25 sierpnia 2006    | Bruksela         |
| sztafeta mieszana (1200+400+800+1600 m) | 9:14,58    | Brannon Kidder Brandon Miller Isaiah Harris Henry Wynne                                    | Stany Zjednoczone · (Brooks Beasts) | 19 kwietnia 2024    | Eugene           |
| 4 × 1500 m                              | 14:22,22   | Collins Cheboi Silas Kiplagat James Magut Asbel Kiprop                                     | Kenia                               | 25 maja 2014        | Nassau           |
| sztafeta maratońska                     | 1:57:06    | Martin Mathathi Mekubo Mogusu Daniel Mwangi Josephat Ndambiri Onesmus Nyerere John Kariuki | Kenia                               | 23 listopada 2005   | Chiba            |

### Kobiety
| konkurencja                             | wynik      | zawodniczka                                                          | państwo                                        | data                 | miejsce        |
| --------------------------------------- | ---------- | -------------------------------------------------------------------- | ---------------------------------------------- | -------------------- | -------------- |
| 100 jardów                              | 9,91       | Veronica Campbell-Brown                                              | Jamajka                                        | 31 maja 2011         | Ostrawa        |
| 150 m                                   | 16,41      | Brianna McNeal                                                       | Stany Zjednoczone                              | 20 lipca 2020        | Fort Worth     |
| 300 m                                   | 34,41      | Shaunae Miller-Uibo                                                  | Bahamy                                         | 20 czerwca 2019      | Ostrawa        |
| 500 m                                   | 1:05,9h    | Taťána Kocembová                                                     | Czechosłowacja                                 | 2 sierpnia 1984      | Ostrawa        |
| 600 m                                   | 1:21,63    | Mary Moraa                                                           | Kenia                                          | 1 września 2024      | Berlin         |
| 1000 m                                  | 2:28,98    | Swietłana Mastierkowa                                                | Rosja                                          | 23 sierpnia 1996     | Bruksela       |
| 1 mila                                  | 4:07,64    | Faith Kipyegon                                                       | Kenia                                          | 21 lipca 2023        | Monako         |
| 1 mila (bieg uliczny)                   | 4:20,98 Wo | Diribe Welteji                                                       | Etiopia                                        | 1 października 2023  | Ryga           |
| 2000 m                                  | 5:19,70    | Jessica Hull                                                         | Australia                                      | 12 lipca 2024        | Monako         |
| 3000 m                                  | 8:06,11    | Wang Junxia                                                          | Chiny                                          | 13 września 1993     | Pekin          |
| 2 mile                                  | 8:58,58    | Meseret Defar                                                        | Etiopia                                        | 14 września 2007     | Bruksela       |
| 5 km                                    | 14:13 Wo   | Beatrice Chebet                                                      | Kenia                                          | 31 grudnia 2023      | Barcelona      |
| 5 km                                    | 13:54 Mx   | Beatrice Chebet                                                      | Kenia                                          | 31 grudnia 2024      | Barcelona      |
| 10 km                                   | 29:27 Wo   | Agnes Jebet Ngetich                                                  | Kenia                                          | 26 kwietnia 2025     | Herzogenaurach |
| 10 km                                   | 28:46 Mx   | Agnes Jebet Ngetich                                                  | Kenia                                          | 14 stycznia 2024     | Walencja       |
| 15 km                                   | 46:59 Wo   | Lornah Kiplagat                                                      | Holandia                                       | 14 października 2007 | Udine          |
| 15 km                                   | 44:20 Mx   | Letesenbet Gidey                                                     | Etiopia                                        | 17 listopada 2019    | Nijmegen       |
| 10 mil                                  | 51:23 Wo   | Keira D’Amato                                                        | Stany Zjednoczone                              | 24 listopada 2020    | Waszyngton     |
| 10 mil                                  | 49:29 Mx   | Caroline Chepkoech Kipkirui                                          | Kenia                                          | 9 lutego 2018        | Ras al-Chajma  |
| 20 000 m                                | 1:05:26,6h | Tegla Loroupe                                                        | Kenia                                          | 3 września 2000      | Borgholzhausen |
| 20 km                                   | 1:02:57 Wo | Lornah Kiplagat                                                      | Holandia                                       | 14 października 2007 | Udine          |
| 20 km                                   | 1:01:25 Mx | Joyciline Jepkosgei                                                  | Kenia                                          | 1 kwietnia 2017      | Praga          |
| półmaraton                              | 1:05:16 Wo | Peres Jepchirchir                                                    | Kenia                                          | 17 października 2020 | Gdynia         |
| półmaraton                              | 1:02:52 Mx | Letesenbet Gidey                                                     | Etiopia                                        | 24 października 2021 | Walencja       |
| bieg godzinny                           | 18,930 km  | Sifan Hassan                                                         | Holandia                                       | 4 września 2020      | Bruksela       |
| 25 000 m                                | 1:27:05,9h | Tegla Loroupe                                                        | Kenia                                          | 21 września 2002     | Mengerskirchen |
| 25 km                                   | 1:18:47 Mx | Sutume Asefa Kebede                                                  | Etiopia                                        | 17 grudnia 2023      | Kolkata        |
| 30 000 m                                | 1:45:50,0h | Tegla Loroupe                                                        | Kenia                                          | 6 czerwca 2003       | Warstein       |
| 30 km                                   | 1:36:05 Wo | Mary Jepkosgei Keitany                                               | Kenia                                          | 23 kwietnia 2017     | Londyn         |
| 50 km                                   | 2:59:54 Mx | Desiree Linden                                                       | Stany Zjednoczone                              | 13 kwietnia 2021     | Dorena Lake    |
| 50 km                                   | 3:00:30 Wo | Emane Seifu                                                          | Etiopia                                        | 26 lutego 2023       | Gqeberha       |
| 100 km                                  | 6:33:11 Mx | Tomoe Abe                                                            | Japonia                                        | 25 czerwca 2000      | Saroma         |
| bieg 24-godzinny                        | 270,363 km | Miho Nakata                                                          | Japonia                                        | 2 grudnia 2023       | Tajpej         |
| bieg 48-godzinny                        | 436,371 km | Patrycja Bereznowska                                                 | Polska                                         | 1 czerwca 2025       | Pabianice      |
| 300 m przez płotki                      | 36,86      | Femke Bol                                                            | Holandia                                       | 31 maja 2022         | Ostrawa        |
| 2000 m z przeszkodami                   | 5:47,42    | Beatrice Chepkoech                                                   | Kenia                                          | 10 września 2023     | Zagrzeb        |
| chód na 3000 m                          | 11:48,24   | Ileana Salvador                                                      | Włochy                                         | 29 sierpnia 1993     | Padwa          |
| chód na 5000 m                          | 20:01,80   | Eleonora Anna Giorgi                                                 | Włochy                                         | 18 maja 2014         | Misterbianco   |
| chód na 5 km                            | 19:46      | Kjersti Tysse Plätzer                                                | Norwegia                                       | 27 sierpnia 2006     | Hildesheim     |
| chód na 10 000 m                        | 41:56,23   | Nadieżda Riaszkina                                                   | ZSRR                                           | 24 lipca 1990        | Seattle        |
| chód na 10 km                           | 41:04      | Jelena Nikołajewa                                                    | Rosja                                          | 20 kwietnia 1996     | Soczi          |
| chód na 20 000 m                        | 1:26:52,3h | Olimpiada Iwanowa                                                    | Rosja                                          | 6 września 2001      | Brisbane       |
| chód na 30 km                           | 2:19:53    | Rebecca Henderson                                                    | Australia                                      | 18 maja 2025         | Melbourne      |
| chód na 35 km                           | 2:37:15    | María Pérez                                                          | Hiszpania                                      | 21 maja 2023         | Podiebrady     |
| 4 × 200 m                               | 1:27,46    | LaTasha Jenkins LaTasha Colander Nanceen Perry Marion Jones          | Stany Zjednoczone · (Team Blue)                | 29 kwietnia 2000     | Filadelfia     |
| 4 × 800 m                               | 7:50,17    | Nadieżda Olizarienko Lubow Gurina Ludmiła Borisowa Irina Podjałowska | ZSRR                                           | 5 sierpnia 1984      | Moskwa         |
| sztafeta mieszana (1200+400+800+1600 m) | 10:36,50   | Treniere Moser Sanya Richards-Ross Ajeé Wilson Shannon Rowbury       | Stany Zjednoczone                              | 2 maja 2015          | Nassau         |
| 4 × 1500 m                              | 16:27,02   | Colleen Quigley Elise Cranny Karissa Schweizer Shelby Houlihan       | Stany Zjednoczone · (Nike/Bowerman Track Club) | 31 lipca 2020        | Portland       |
| sztafeta maratońska                     | 2:11:41    | Jiang Bo Dong Yanmei Zhao Fengting Ma Zaijie Lan Lixin Li Na         | Chiny                                          | 28 lutego 1998       | Pekin          |
| dziesięciobój                           | 8358 pkt.  | Austra Skujytė                                                       | Litwa                                          | 15 kwietnia 2005     | Columbia       |

### Mieszane
| konkurencja         | wynik   | zawodnicy                                         | państwo           | data             | miejsce    |
| ------------------- | ------- | ------------------------------------------------- | ----------------- | ---------------- | ---------- |
| sztafeta płotkarska | 54,42   | Kristi Castlin Spencer Adams Nia Ali Eddie Lovett | Team Blue         | 29 kwietnia 2016 | Des Moines |
| 2 × 2 × 400 m       | 3:36,92 | Ce’Aira Brown Donavan Brazier                     | Stany Zjednoczone | 11 maja 2019     | Jokohama   |